# Harold R. Stark

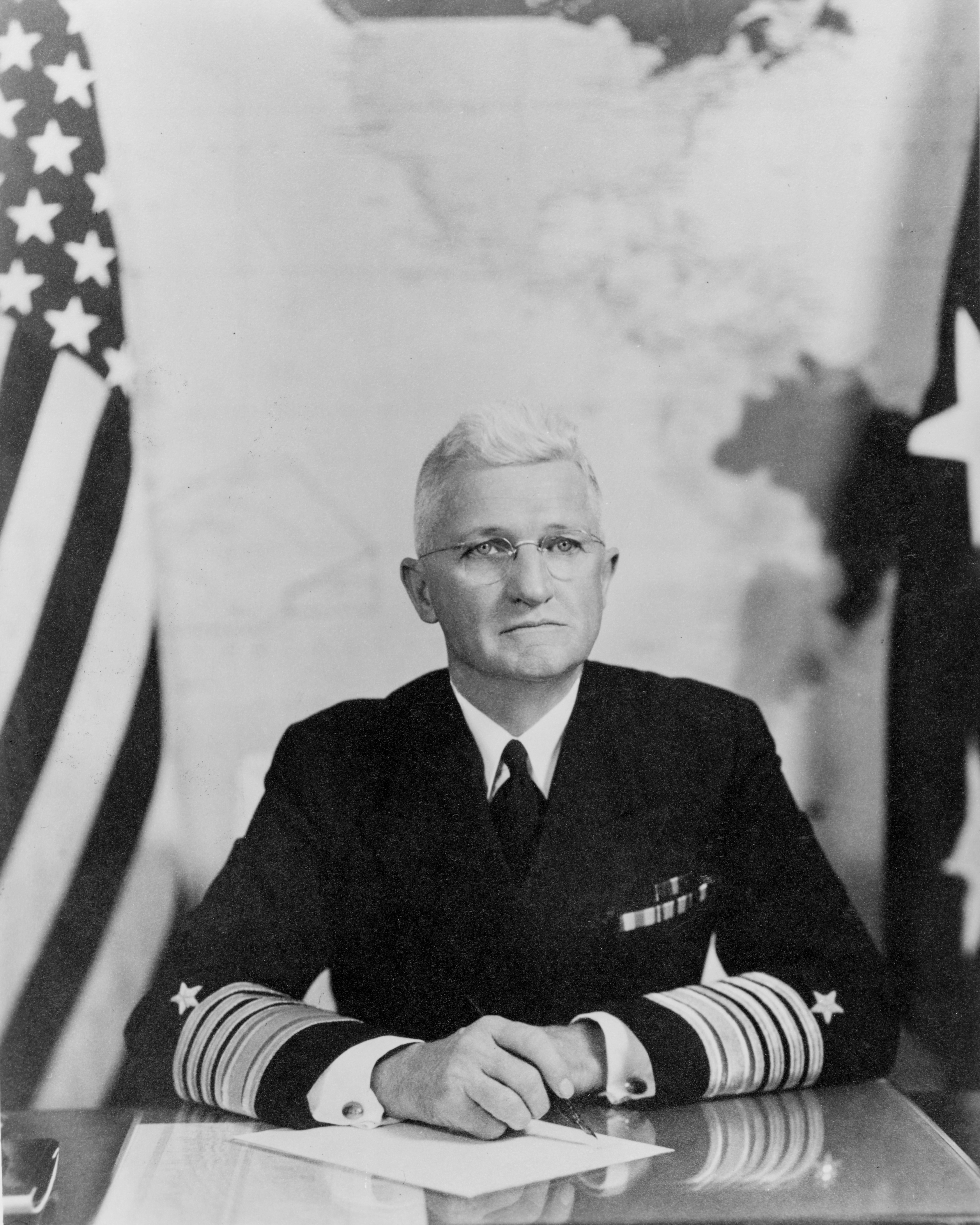
Harold Rainsford Stark als Chief of Naval Operations, 1940

Harold Rainsford Stark (* 12. November 1880 in Wilkes-Barre, Pennsylvania; † 21. August 1972 in Washington, D.C.) war ein Admiral der United States Navy und der achte Chief of Naval Operations.

## Leben
Stark wurde 1899 an der United States Naval Academy aufgenommen, die er 1903 abschloss. Von 1907 bis 1909 diente er an Bord des Schlachtschiffs Minnesota, mit der er an der Weltumrundung der Great White Fleet teilnahm. Anschließend wurde Stark auf Torpedobooten und Zerstörern eingesetzt. 1917 kommandierte er die Asiatische Torpedoflottille, die von den Philippinen ins Mittelmeer verlegt wurde, um sich am Ersten Weltkrieg zu beteiligen. Von November 1917 bis Januar 1919 diente er im Rang eines Commanders im Stab des Commander, U.S. Naval Forces, der für die US-Flotte in europäischen Gewässern verantwortlich war.
Nach dem Ersten Weltkrieg wurde Stark als Executive Officer auf die Schlachtschiffe North Dakota und West Virginia versetzt, anschließend besuchte er das Naval War College. Das erste Kommando von Stark war der Munitionstransporter Nitro. Ende der 1920er Jahre wurde er zum Captain befördert und diente bis Mitte der 1930er Jahre in verschiedenen Stäben, zudem erhielt er das Kommando über die West Virginia. Von 1934 bis 1937 war Stark Leiter des Bureau of Ordnance, anschließend Kommandant der Kreuzerdivision Drei und Kommandant der Kreuzer der Flotte.
Zum Admiral befördert wurde Stark im August 1939 zum Chief of Naval Operations ernannt. In dieser Position überwachte er die Aufrüstung der US-Flotte in den folgenden Jahren. 1940 verfasste er das Plan-Dog-Memorandum, in dem erstmals die Forderung nach einer Germany-First-Strategie aufgestellt wurde. Während des Zweiten Weltkrieges wurde Stark im März 1942 als CNO von Admiral Ernest J. King abgelöst und ging nach England, wo er Oberbefehlshaber der United States Naval Forces Europe wurde. Er war maßgeblich an der Planung der Einsätze im Atlantik beteiligt. Im Oktober 1943 wurde er Befehlshaber der 12. US-Flotte und überwachte die Beteiligung der US Navy an der Operation Overlord im Juni 1944.
Vom August 1945 bis zum Ausscheiden aus dem aktiven Dienst im April 1946 diente er in Washington, D.C., wo er sich nach seiner Pensionierung auch niederließ. Admiral Harold R. Stark starb am 21. August 1972.

## Auszeichnungen
Auswahl der Dekorationen, sortiert in Anlehnung der Order of Precedence of the Military Awards:
- Navy Distinguished Service Medal
- Army Distinguished Service Medal

Die US-Marine benannte die Fregatte Stark zu seinen Ehren.